# Chaussée de Clignancourt
Cet article court présente un sujet plus développé dans : Rue de Clignancourt et Rue Ramey.
Jusqu'au milieu du XIXe siècle, le village de Clignancourt, dépendant de Montmartre, est relié à Paris par un chemin qui est carrossé pour devenir la chaussée de Clignancourt. Après la construction du mur des Fermiers généraux, la chaussée commence au niveau de la barrière de Rochechouart.
Après le rattachement de la commune de Montmartre à Paris par la loi du 16 juin 1859, la chaussée de Clignancourt est classée officiellement dans la voirie parisienne le 23 mai 1863.
Le 2 octobre 1865, la partie nord de la rue entre la rue Muller et la rue du Manoir (actuellement rue Hermel) est renommée « rue Ramey ».
Le 2 avril 1868, la partie restante est réunie à la rue du Château-Rouge, ouverte entre 1847 et 1858, pour former la rue de Clignancourt.